# Franci Conforti
Francesca (Franci) Conforti (Milano, 17 luglio 1957) è una scrittrice di fantascienza italiana, vincitrice nel 2020 del Premio Odissea e nel 2021 del Premio Urania.

## Biografia
Nasce a Milano e nel 1987 si laurea in scienze biologiche all’Università degli Studi di Milano. Giornalista professionista dal 1995, lavora anche come copywriter e nell’organizzazione di eventi. Dal 2016 è docente accademico presso l’Accademia di belle arti Acme. Vive e lavora prevalentemente a Milano. Come scrittrice esordisce nel 2016 con Spettri e altre vittime di mia cugina Matilde, omaggio a Dino Buzzati, vincitore del Premio Odissea. Il suo secondo romanzo, Carnivori, vince nel 2017 il premio Kipple. Il suo terzo romanzo, Stormachine, la macchina della tempesta è finalista al premio Urania e si aggiudica il premio Vegetti 2019. Eden, finalista al premio Urania con il titolo Eresia, vince nel 2020 il Premio Odissea.
Con il romanzo Spine, edito nel 2022, si aggiudica l'edizione del 2021 del premio Urania.

## Premi e riconoscimenti
- Premio Odissea nel 2016 con il romanzo Spettri e altre vittime di mia cugina Matilde e nel 2020 con il romanzo Eden[3]
- Premio Kipple nel 2017 con il romanzo Carnivori[4]
- Premio Vegetti nel 2019 con il romanzo Stormachine[5]
- Premio Urania nel 2021 con il romanzo Spine[1]
- Premio Italia nel 2022 con il romanzo Eden e nel 2023 con il romanzo Spine.

## Opere

### Romanzi
- Spettri e altre vittime di mia cugina Matilde, Delos Books, 2016, ISBN 9788865308530.
- Carnivori, (Collana Avatar) Kipple Officina Libraria, 2017, ISBN 9788898953813.
- Stormachine, Delos Digital, 2018, ISBN 9788825406412.
- Eden, Delos Digital, 2021, ISBN 9788825415124.
- Spine, Urania n.1707, Arnoldo Mondadori Editore, 2022.

### Racconti
- La montagna che cammina, Nex-Stream Avatar, 2018.
- MechanoGender, nella raccolta Divergender a cura di Caterina Mortillaro e Silvia Treves Delos Digital, 2019 ISBN 9788825409888
- Come concime, Urania Millemondi n.84 Strani Mondi, Arnoldo Mondadori Editore, 2019.
- Helix's Day Il Giorno della Doppia Elica, nella raccolta Fanta-scienza a cura di Marco Passarello Delos Digital, 2019 ISBN 9788825410044
- Diurno, nella raccolta Bicentenario a cura di Paolo Aresi Delos Digital, 2020 ISBN 9788825412802
- Giochi di luce, nella raccolta Assalto al sole a cura di Franco Ricciardiello Delos Digital, 2020 ISBN 9788825412949
- L'impronta del passato presente, Urania Millemondi n.90 Temponauti, Arnoldo Mondadori Editore, 2021.